# Departamento de Mayo-Kani
Mayo-Kani es un departamento de la región del Extremo Norte de Camerún. En noviembre de 2005 tenía una población censada de 404 646 habitantes.
Está formado por los siguientes municipios:
- Guidiguis 43,632
- Kaélé 105,504
- Mindif 50,530
- Moulvoudaye 82,368
- Moutourwa 40,197
- Porhi 38,809
- Taibong 43,606